# Liste des cavités naturelles les plus longues d'Eure-et-Loir
Pour un article plus général, voir géographie d'Eure-et-Loir.

Département d'Eure-et-Loir.

La liste des cavités naturelles les plus longues d'Eure-et-Loir recense sous la forme d'un tableau, les cavités souterraines naturelles connues, dont le développement est supérieur ou égal à cent mètres.
La communauté spéléologique considère qu'une cavité souterraine naturelle n'existe vraiment qu'à partir du moment où elle est « inventée » c'est-à-dire découverte (ou redécouverte), inventoriée, topographiée et publiée. Bien sûr, la réalité physique d'une cavité naturelle est la plupart du temps bien antérieure à sa découverte par l'homme ; cependant tant qu'elle n'est pas explorée, mesurée et révélée, la cavité naturelle n'appartient pas au domaine de la connaissance partagée.
La liste spéléométrique des plus longues (≥ 100 mètres) cavités naturelles du département d'Eure-et-Loir est  actualisée mi 2018.
La plus longue cavité répertoriée dans le département d'Eure-et-Loir est la grotte de Bois de Feugères à Bouville (cf. ligne 1 du tableau ci-dessous).

## Répartition géographique
| \| Chartres Châteaudun Dreux Nogent-le-Rotrou \| Répartition géographique des cavités naturelles d’Eure-et-Loir. |
| Chartres Châteaudun Dreux Nogent-le-Rotrou                                                                       |

## Cavités d'Eure-et-Loir dont le développement est supérieur ou égal à 100 mètres
Six cavités naturelles souterraines de développement supérieur ou égal à cent mètres sont recensées début 2019 dans le département français d'Eure-et-Loir, en région Centre-Val de Loire.
| Réf. | Cavité (Autres noms)         | Commune               | Zone géographique | Coordonnées (WGS 84)        | Dévelop. (mètres) | Dénivelée (mètres) | Sources ou références                                                      | Mise à jour |
| ---- | ---------------------------- | --------------------- | ----------------- | --------------------------- | ----------------- | ------------------ | -------------------------------------------------------------------------- | ----------- |
| 1    | Grotte de Bois de Feugères   | Bouville              | Beauce            | 48° 15′ 38″ N, 1° 24′ 47″ E | +0943, m          | +0021, m           | Groupe de recherches spéléologiques d'Eure-et-Loir                         | 2000-12     |
| 2    | Grottes du Foulon            | Châteaudun            | Dunois            | 48° 04′ 21″ N, 1° 19′ 46″ E | +0500, m          | NC                 | Spéléométrie de la France                                                  | 2019-02     |
| 3    | Grotte du Journet            | Châteaudun            | Dunois            | 48° 04′ 49″ N, 1° 17′ 48″ E | +0200, m          | +0046, m           | Groupe de recherches spéléologiques d'Eure-et-Loir                         | 2000-12     |
| 4    | Grotte des Béquilles         | Marboué               | Dunois            | 48° 06′ 12″ N, 1° 18′ 59″ E | +0155, m          | +0006, m           | Groupe de recherches spéléologiques d'Eure-et-Loir                         | 2000-12     |
| 5    | Grotte de la Petite Audrière | Cloyes-sur-le-Loir    | Dunois            | 48° 00′ 04″ N, 1° 12′ 42″ E | +0116, m          | +0030, m           | Cavernes en Saintonge & Groupe de recherches spéléologiques d'Eure-et-Loir | 2000-12     |
| 6    | Grotte de Saint-Jean         | Saint-Denis-les-Ponts | Dunois            |                             | +0100, m          | NC                 | Groupe de recherches spéléologiques d'Eure-et-Loir                         | 2000-12     |

Les cavités naturelles ou plus rarement anthropiques listées dans ce tableau, font globalement partie du patrimoine collectif souterrain (patrimoine naturel, géologique, voire culturel). 
Cependant, considérées individuellement, ces cavités sont des objets que la plupart des lois nationales (en particulier la loi française) assimilent à des biens immobiliers qui sont sous la responsabilité de propriétaires, occupants, gardiens ou gestionnaires des terrains où se trouvent ces cavités. 
Les simples visiteurs, comme les spéléologues avertis, doivent donc en général solliciter les autorisations nécessaires pour accéder à ces espaces souterrains. Les éventuelles notes incluses dans le tableau illustrent et/ou précisent ce principe. Certaines cavités sont totalement interdites d'accès pour divers motifs (sécurité, protection de lieux ou objets sensibles,..).